# پارشتیتس
پارشتیتس (به آلمانی: Parchtitz) یک شهر در آلمان است که در فرپومرن-روگن واقع شده‌است. پارشتیتس ۸۲۳ نفر جمعیت دارد.